# Eich (Rheinhessen)
Eich ist eine rheinhessische Ortsgemeinde im Landkreis Alzey-Worms in Rheinland-Pfalz und Sitz der gleichnamigen Verbandsgemeinde, der sie auch angehört.

## Geographische Lage
Eich liegt in Rheinhessen zwischen seinen Nachbarorten:
- Gimbsheim im Norden
- Hamm am Rhein im Osten
- Worms-Ibersheim im Süden und
- Mettenheim im Westen.

Nördlich vorbei am Ort zieht sich der Gimbsheimer Altrhein mit dem Altrheinsee, dem Elisabethensee und dem Heinrichs-Talaue-See; östlich liegt mit Rheinanbindung und Marina der Eicher See.

## Geschichte
Die älteste Erwähnung ist im Lorscher Codex erhalten und datiert im 14. Regierungsjahr König Karls in der Zeit zwischen Oktober 781 und Oktober 782. Anlass war eine Schenkung des Wanbert in Heichinen (Eich). Dem Kloster Lorsch wurden damals zwei Hofreiten mit zwei Huben, sieben Wiesen und drei Leibeigenen geschenkt. Weiter fünf Schriftdokumente mit Bezug auf Eich sind im Lorscher Codex enthalten. Das Kloster Otterberg war im Ort begütert.
Die ehemaligen Orte oberes (superior) und unteres (inferior) Lochheim sind durch die Überschwemmungen und Laufveränderungen des Rheines heute nicht mehr vorhanden, jedoch erinnern noch Urkunden im Lorscher Codex daran.
Die Ortsteile Lochheim inferior und superior sind auf der Karte Descripto pagi Wormatiensis von Andreas Lamey und Ferdinand Denis eingezeichnet.

Ansichtskarte von Eich, 1914 verschickt

Am 22. März 1515 nahm Franz von Sickingen ein beladenes Rheinschiff mit Wormser Bürgern auf dem Rhein weg, weil sie vorher einer Zahlungsaufforderung nicht nachkamen. Mehrere Ratsherrn und den Altbürgermeister brachte man auf die Ebernburg und ließ sie nur „gegen schweres Lösegeld“ frei.
1938 wurde am südöstlichen Ortsrand ein Lager des Reichsarbeitsdienstes angelegt, das wenig später in ein Straflager umgewandelt wurde, in dem ab 1942 vorwiegend polnische Gefangene inhaftiert waren. Mindestens 61 Häftlinge wurden in Eich bestattet.
Von einer Fischersiedlung hat es sich zu einer landwirtschaftlich geprägten Gemeinde entwickelt, die inzwischen auch als Wohnsitz für die Beschäftigten der nahen Städte dient.

## Politik

### Gemeinderat

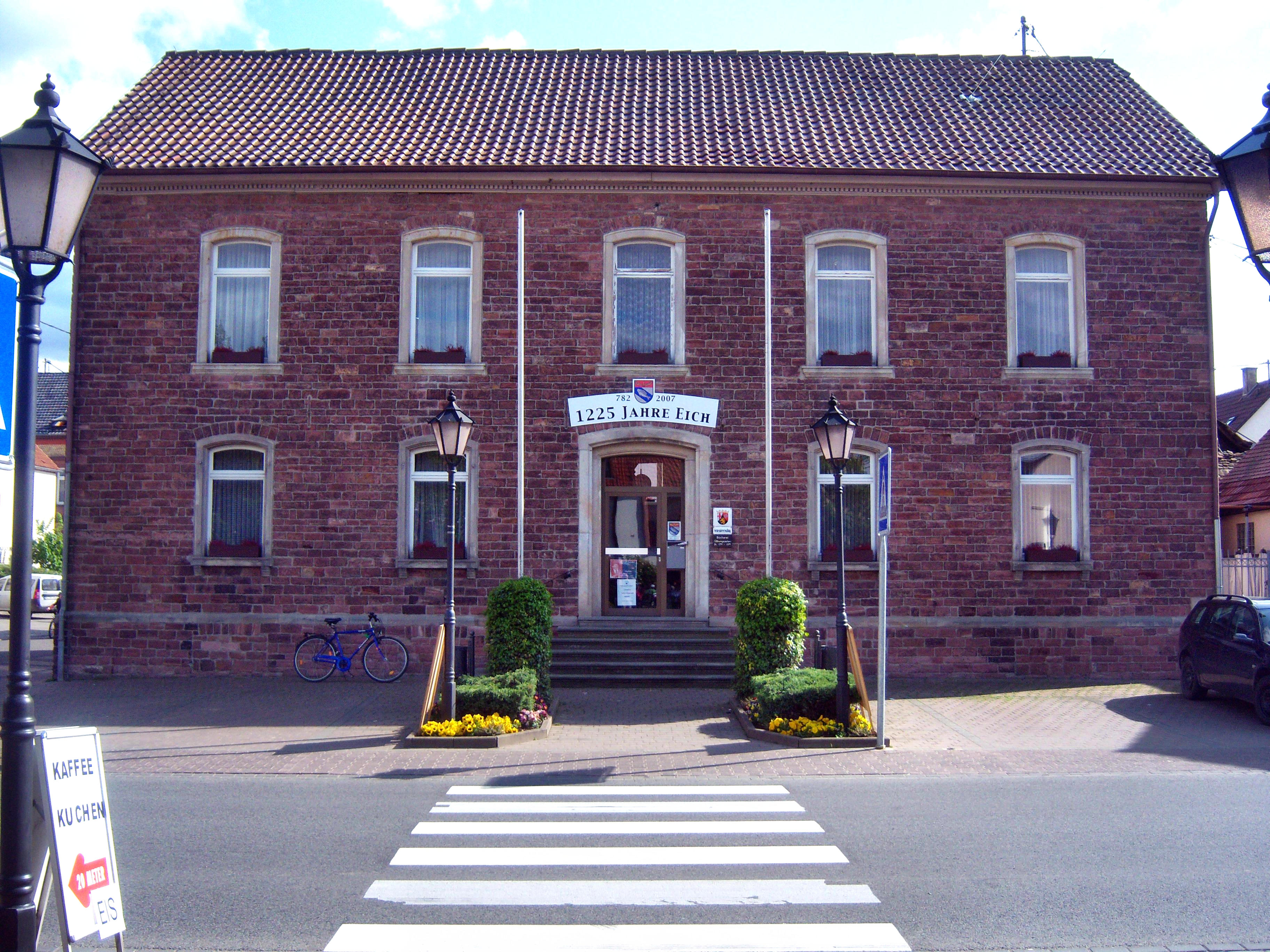
Die Eicher Gemeindeverwaltung

Der Gemeinderat in Eich besteht aus 20 Ratsmitgliedern, die bei der Kommunalwahl am 9. Juni 2024 in einer personalisierten Verhältniswahl gewählt wurden, und dem ehrenamtlichen Ortsbürgermeister als Vorsitzendem.
Die Sitzverteilung im Gemeinderat:
| Wahl | SPD | CDU | FDP | FWG | GLA | Gesamt   |
| ---- | --- | --- | --- | --- | --- | -------- |
| 2024 | 9   | 4   | –   | 7   | –   | 20 Sitze |
| 2019 | 11  | 3   | 2   | 4   | –   | 20 Sitze |
| 2014 | 11  | 4   | 2   | 3   | –   | 20 Sitze |
| 2009 | 11  | 4   | 3   | 1   | 1   | 20 Sitze |
| 2004 | 11  | 5   | 1   | 2   | 1   | 20 Sitze |
| 1999 | 11  | 5   | 1   | 2   | 1   | 20 Sitze |

- FWG = Freie Wählergemeinschaft Eich e. V.
- GLA = Grüne Liste Altrhein e. V.

### Bürgermeister
Horst Widder (SPD) übernahm das Amt des Ortsbürgermeisters von Eich am 11. Juli 2024 von Bernd Hermann. Bei der Direktwahl am 9. Juni 2024 war er als einziger Bewerber mit einem Stimmenanteil von 76,0 % gewählt worden.
Nachdem am 15. September 2020 der langjährige Bürgermeisters Klaus Willius im Alter von 76 Jahren verstarb, hatte der bisherige Erste Beigeordnete Bernd Hermann die Amtsgeschäfte fortgeführt und war Anfang 2021 zum Nachfolger gewählt worden. Bei der Wahl 2024 trat er nicht erneut als Ortsbürgermeister an.
Amtsinhaber seit 1946:
- 1946–1966: Rudolf Becker (SPD)
- 1966–1979: Hans Ludwig Menger (FWG), Träger des Ehrenringes der Gemeinde Eich
- 1979–1994: Günter Reich (SPD),  Träger des Ehrenringes der Gemeinde Eich[15]
- 1994–2020: Klaus Willius (SPD)
- 2021–2024: Bernd Hermann (SPD)
- Seit 2024:0 Horst Widder (SPD)

### Wappen
| Wappen von Eich | Blasonierung: „Unter rotem Schildhaupt, darin eine goldene Eichel mit zwei Blättern, in Silber ein blauer schrägrechter Balken belegt mit einem silbernen Fisch.“  |
| Wappen von Eich | Wappenbegründung: Der Fisch zeigt die Geschichte des Ortes als Fischerdorf, der blaue Balken steht für den Rhein. Die Eichel weist auf den Namen der Gemeinde hin. |

## Kultur, Religion und Sehenswürdigkeiten

### Kirche

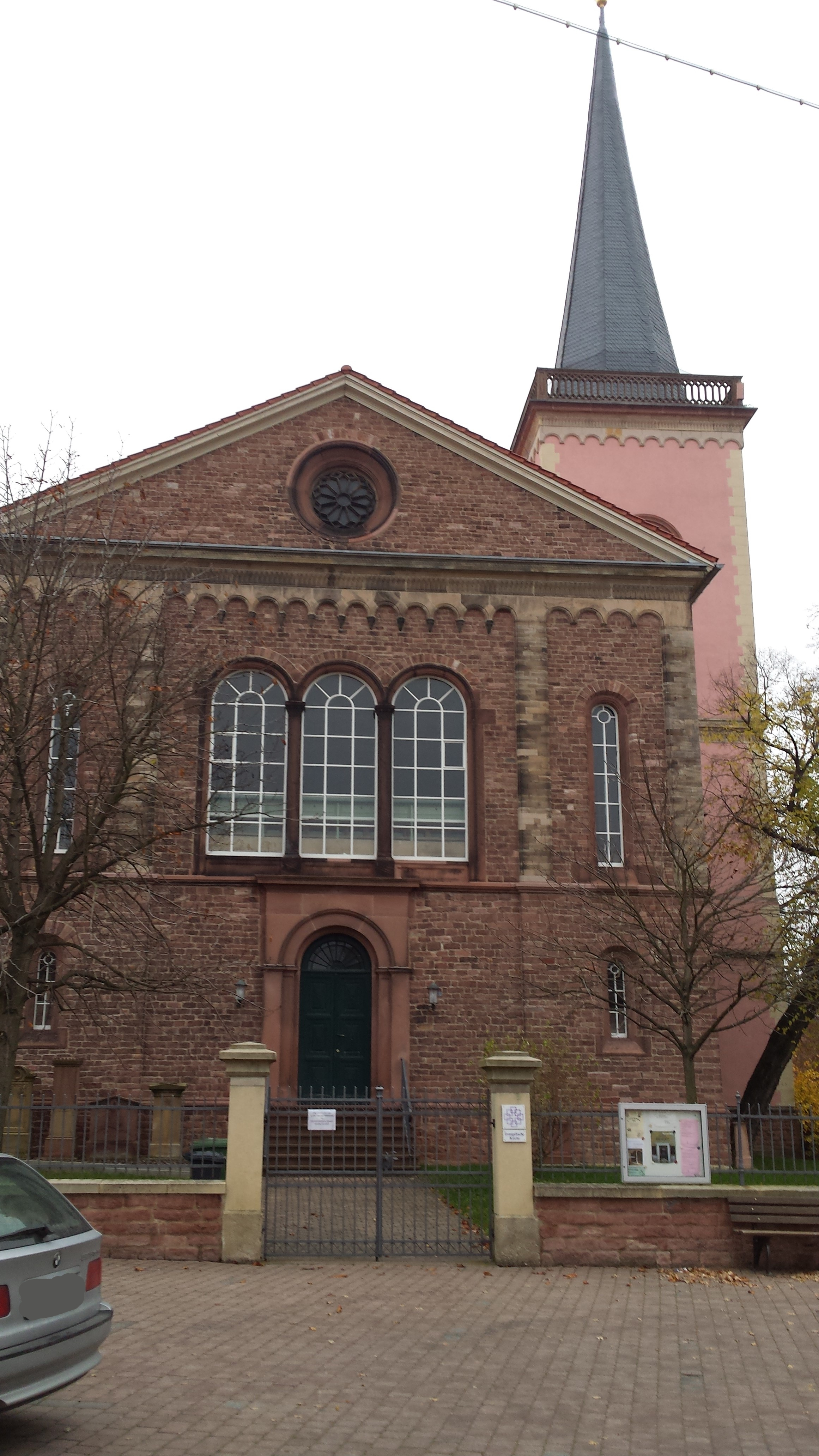
Eich Evangelische Pfarrkirche

Die evangelische Pfarrkirche entstand ab dem Jahr 1839 nach dem Bauplan des großherzoglich-hessischen Provinzialbaumeisters Ignaz Opfermann (1799–1866) aus Mainz.

### Konfessionsstatistik
Mit Stand 30. Juni 2005 waren von den Einwohnern 24,3 % römisch-katholisch, 52,8 % evangelisch und 22,9 % waren konfessionslos oder gehörten einer anderen Glaubensgemeinschaft an. Der Anteil der Protestanten und Katholiken an der Gesamtbevölkerung ist seitdem jährlich um zirka 1 Prozentpunkt gesunken.  Ende Oktober 2024 waren von den Einwohnern 35,3 % evangelisch, 19,0 % katholisch und 45,7 % waren konfessionslos oder gehörten einer anderen Glaubensgemeinschaft an.

### Eicher See
Der Eicher See ist ein zu Eich und Hamm gehörender Baggersee mit Zugang zum Rhein. Er wird auch „Rheinhessisches Meer“ genannt, weil er der größte See in Rheinhessen ist. Der See ist mit einigen hundert Wochenendhäusern umgeben und verfügt über eine Marina, in der auch große Yachten anlegen können.

### Musik
Neben dem evangelischen Kirchenchor gibt es noch den Männergesangsverein Sängerbund, den evangelischen Posaunenchor und den katholischen St.-Michaels-Chor. Der ökumenische Kirchenchor singt in der katholischen und in der evangelischen Kirche, der evangelische Posaunenchor Eich spielt regelmäßig in der Kirche, tritt aber auch bei außerkirchlichen Ereignissen auf.
Als weitere musikalische Botschafter für Eich fungieren der Mandolinenclub Goldklang, der Musikzug der Freiwilligen Feuerwehr Eich.

### Bauwerke
Siehe auch: Liste der Kulturdenkmäler in Eich
Im Dorfkern befindet sich ein steingewölbter Kuhstall, dieses historische Kreuzgewölbe wird heute als Weinprobierstube eines Weingutes genutzt.
Klassizistische Säule
Gegenüber der Osthofener Straße 60, an der Abzweigung zum Alsheimer Weg, befindet sich diese klassizistische Säule als Erinnerung an die 'Eicher Strasse von der Rheinstrasse bis an den Rhein' mit 3695 Klafter = ca. 9,24 km aus den Jahren 1828/29. Diese verweist auf das damalige gültige „Großherzogliche Hessische Längenmaß“: Wovon vier Fuß einen Meter, 10 eine Großherzogliche Hessische Klafter und 1500 Klafter eine Stunde betragen.
Altes Schulhaus
Das Schulhaus wurde ab 1904 genutzt. Es hat zweieinhalb Stockwerke mit Wohnung. Es wurde mit einer evangelischen und einer katholischen Klasse belegt. 1927 wurde im Keller eine Mädchenfortbildungsschule eingerichtet. Ab Ostern 1934 gab es keine Konfessionsschule mehr und die Klassen wurden zusammengelegt. Nach Aufgabe der Schulräume 1966 wurde der untere Teil des Schulhauses 1967 als Gewerberaum genutzt. Seit 1978 werden die Räume für einen Jugendtreff im Erdgeschoss genutzt und im ersten Stock wurde im gleichen Jahr ein Heimatmuseum eingerichtet.

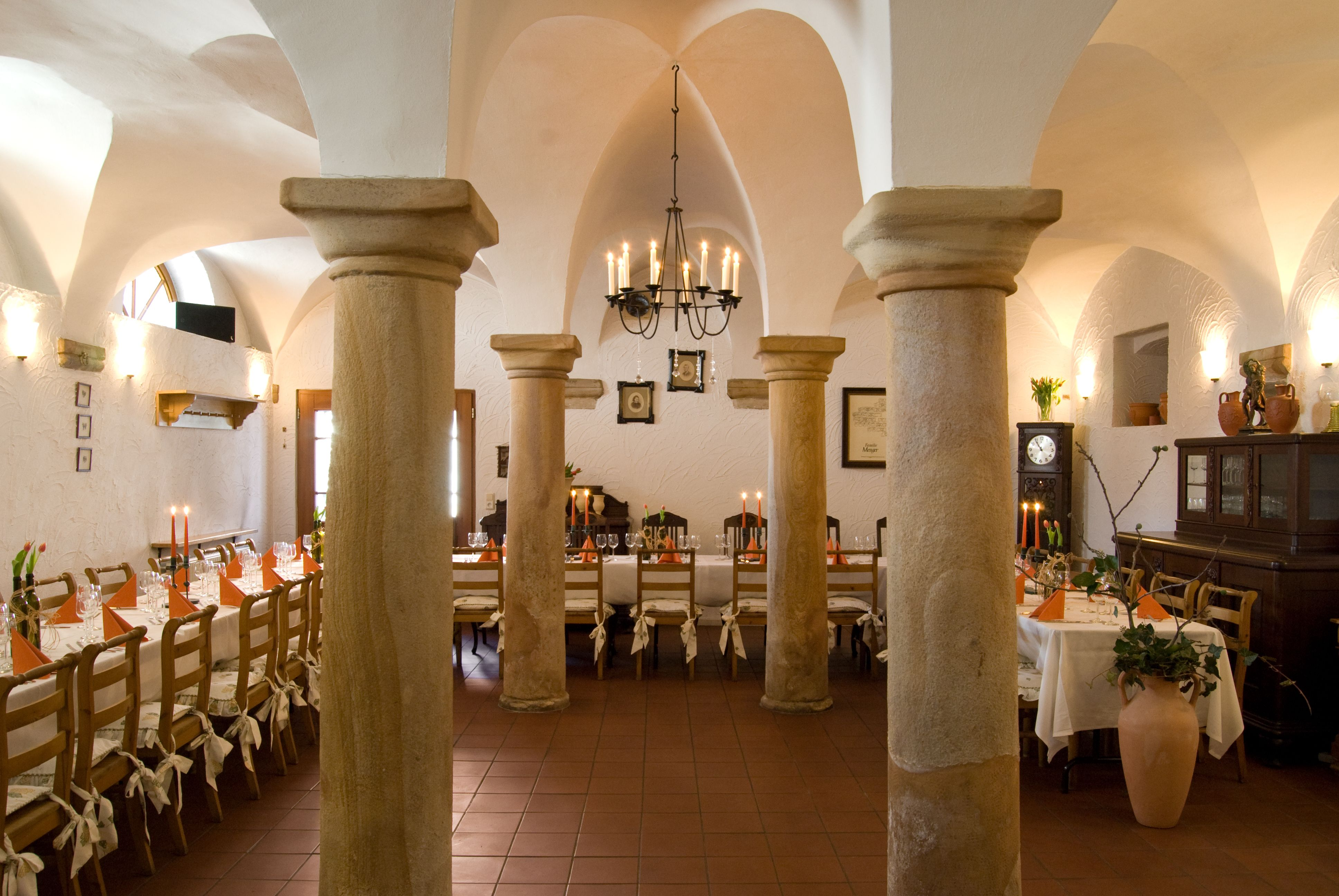
Historisches Kreuzgratgewölbe, 1824 erbaut als Kuhstall, heute als Weinprobiersaal genutzt
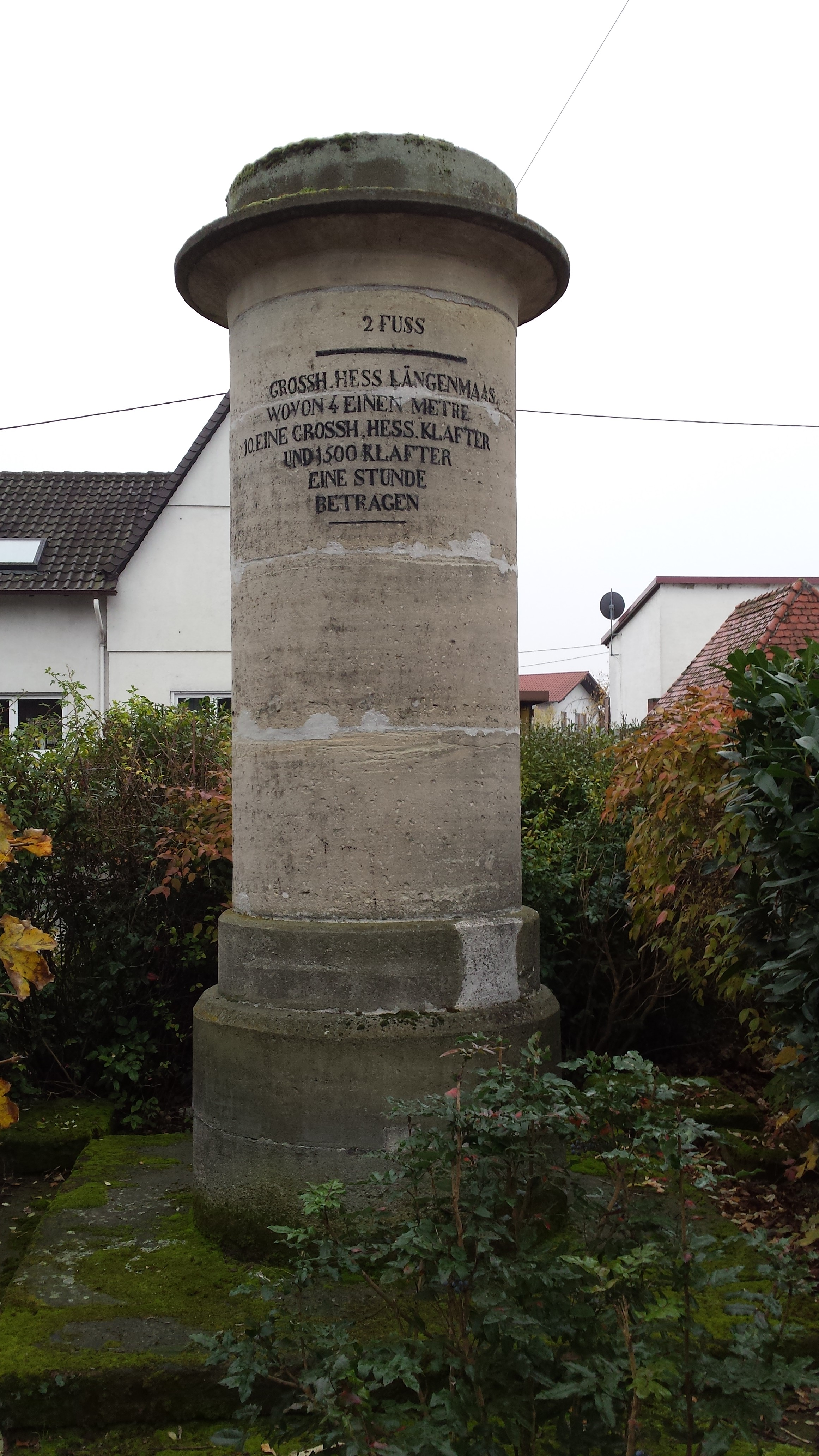
Denkmal klassizistische Säule
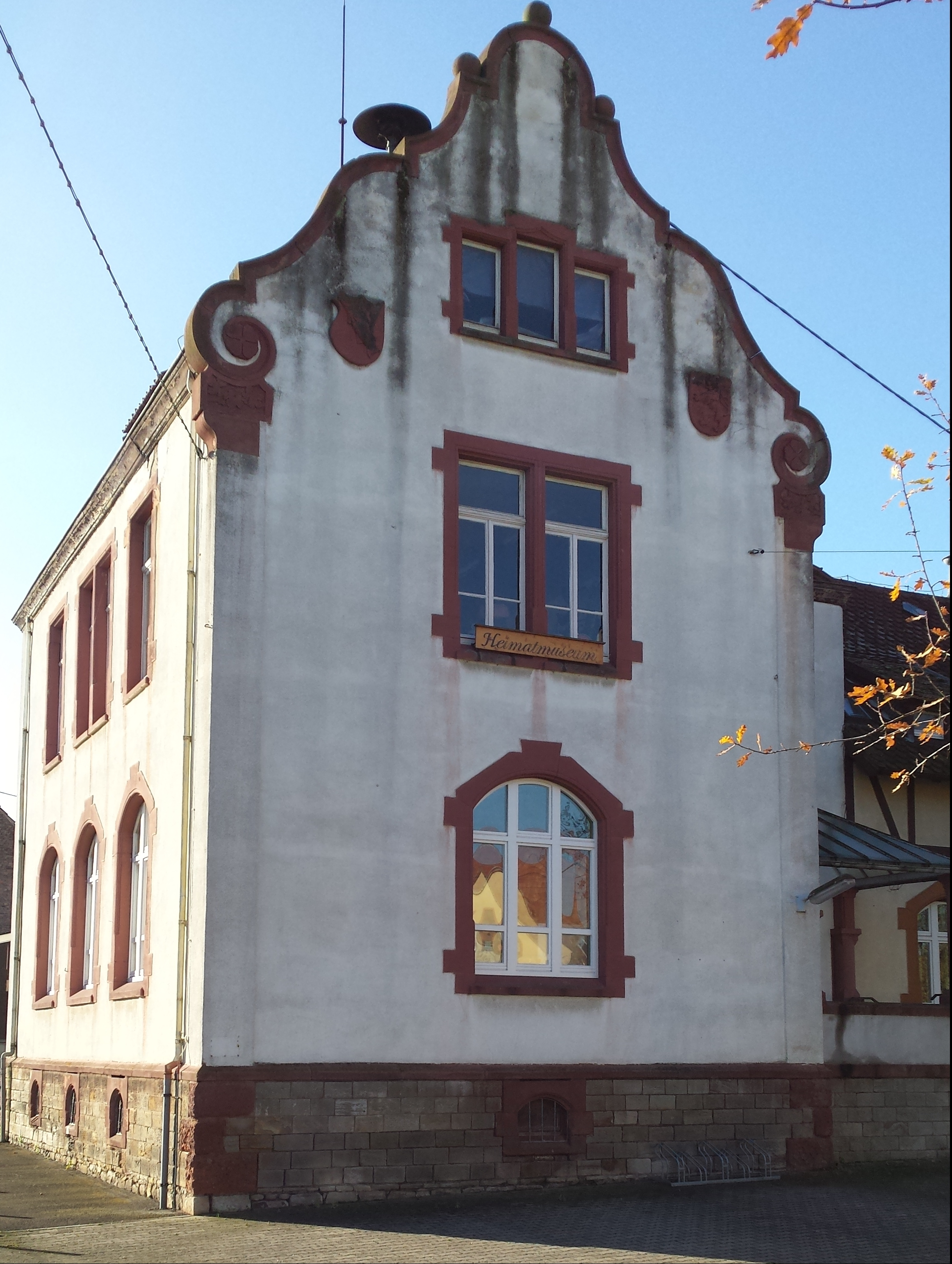
Schulhaus in der Goethestraße 2

### Sport
Mit der Altrheinhalle verfügt Eich seit 1974 über eine Sportstätte mit 6.000 Zuschauerplätzen, die aber auch für Konzerte und Fernsehsendungen genutzt wird. Im Umfeld der Halle bestehen auch Wettkampfstätten für Leichtathletik und eine Tennisanlage (seit 1977). Am Eicher See gibt es einen Segelclub und zwei Boulebahnen. Am Altrheinsee ist ein Badestrand eingerichtet. Außerdem gibt es noch den Turnverein von 1888 Eich, den FC Germania 07 Eich, den Tennisclub Blau-Weiß und zwei Angelsportvereine. Es sind der AC Rheinlust 1954 Eich und der ASV Eich.

### Regelmäßige Veranstaltungen
- Von 1992 bis 2013 fand am zweiten Samstag nach Ostern die so genannte Motorradsegnung statt. Hierzu kamen über 12.000 Motorradfahrer aus ganz Deutschland in den Ort und ließen ihr Motorrad und sich segnen, um anschließend an einer Ausfahrt durch die ganze Region teilzunehmen. Aufgrund einer Verschärfung der Versammlungsbestimmungen und Kostenerstattung für die Rettungsdienste ab 2014 wurde die Veranstaltungsreihe aufgegeben.[23] Im Jahr 2006 wurde die Segnung von Karl Kardinal Lehmann vorgenommen.
- Des Weiteren veranstaltet die Freiwillige Feuerwehr Eich alljährlich am letzten Wochenende im Juni das dreitägige Altrheinfest.

## Wirtschaft und Infrastruktur
Schwerpunkt ist immer noch die bäuerliche Landwirtschaft. Aber auch die Sand- und die Erdölförderung haben sich zu wichtigen Wirtschaftszweigen entwickelt.

### Bildung
Eich verfügt über eine Grundschule und seit dem Schuljahr 1998/99 über eine regionale Schule, heute Realschule plus, auf der der Realschulabschluss erworben werden kann.

## Persönlichkeiten
In Eich geboren
- Werner Krämer (1940–2025), römisch-katholischer Theologe und Hochschullehrer

Mit Bezug zur Gemeinde
- Bernhard Dreymann (1788–1857), Orgelbauer, schuf 1844 die Orgel der evangelischen Kirche
- Friedrich Magnus Schwerd (1792–1871), Gymnasiallehrer, Geodät, Astronom und Physiker, erhielt in Eich Privatunterricht vom katholischen Pfarrer Bernhard Nägele
- Ignaz Opfermann (1799–1866), Architekt und Baubeamter, plante die evangelische Pfarrkirche von Eich, Baubeginn 1839
- Gustav Eberlein (1847–1926), Bildhauer, Maler und Schriftsteller, schuf das Kriegerdenkmal 1870/71 in Eich
- Klaus Baranenko (1941–2011), Fotograf, fotografierte die Landschaft um Eich
- Walter Passian (1949–2017), Schriftsteller und Dramatiker, schuf Singspiele für die Musicaltage Eich